# Des Zombies au Collège !
Des Zombies au Collège ! (Pretty Freekin Scary) est une série télévisée américano-canadienne en vingt épisodes de 23 minutes créée par Jason P. Hauser basée sur les livres de Chris P. Flesh et diffusée entre le 15 juin et le 18 août 2023 sur Disney Channel,.
Dans les pays francophones européens, elle est disponible sur Disney+.

## Synopsis
Frankie Ripp, 14 ans, avait une vie parfaite : une famille formidable, un petit frère ennuyeux, un petit ami populaire et une meilleure amie sur laquelle elle pouvait toujours compter. Cependant, sa vie a pris une tournure surprenante à la suite d'un malheureux incident. Après un débat houleux dans l'au-delà avec la Faucheuse en personne, Frankie est forcée de revenir à la vie avec ses nouveaux gardiens de l'outre-monde, Pretty et Scary, à l'endroit le plus difficile qui soit : le collège. Plutôt effrayant, pas vrai ?

## Distribution

### Acteurs principaux
- Eliana Su'a : Frankie Ripp
- Emma Shannon : Nyx Peppers
- Yonas Kibreab : Remy Ripp
- Leah Mei Gold : Scary
- Kyan Samuels : Pretty

### Acteurs récurrents
- Jackson Dollinger : Dio
- Yuvi Hecht : Erlic Snickering
- Shawn Carter Peterson : Jonathan Ripp
- Napiera Groves Boykin : Wendy Ripp
- Presley Richardson : Christine
- Tristan Michael Brown : Carson
- Siobhan Murphy (en) : The Grim Reaper
- Lisa Arch : Principal Peppers
- Anthony Crivello : Sebastian
- Adora Sheikh : Layla

## Production

### Développement
Le 13 octobre 2022, Disney Channel a commandé vingt épisodes pour la première saison dont la première a eu lieu le 15 juin 2023.
La série est créée par Jason P. Hauser et produite par CakeStart Entertainment et Cloudco Entertainment,.
Chaque épisode a le mot "Life" dans le titre.
Il s'agit de la troisième sitcom multi-caméras de Disney Channel à ne pas être produite par It's a Laugh Productions après Phénomène Raven et Une famille imprévisible.
La série a été créée juste après la première de la deuxième saison de la série Les Super-Vilains de Valley View.
Les sept premiers épisodes ont été ajoutés à Disney+ le 16 juin 2023.
La saison a débuté un jeudi mais de nouveaux épisodes sont diffusés le vendredi.
Le 30 juin 2024, la série a été annulée après une saison.

### Fiche technique
Sauf indication contraire, les informations mentionnées dans cette section peuvent être confirmées par la base de données cinématographiques IMDb,  présente dans la section « Liens externes ».
- Titre original : Pretty Freekin Scary
- Titre français : Des Zombies au Collège !
- Création : Jason P. Hauser
- Réalisation : Danielle Fishel, Robbie Countryman, Wendy Faraone, Trevor Kirschner, Victor Gonzalez, Morenike Joela Evans
- Scénario : Jason P. Hauser, Erica Eastrich, Jim Armogida, Steve Armogida, Jonathan De Weerd, Jessica Kaminsky, Paul David Smith, Nancy Cohen, Alex Fo
- Musique : Rick Butler, Fred Rapoport
- Production :
  - Producteur(s) : Craig Wyrick-Solari
  - Producteur(s) exécutive(s) : Jessica Kaminsky, Kory Lunsford, Loris Kramer Lunsford, Sean Gorman, Ian Lambur, Ryan Wiesbrock, Jason Netter, Ed Galton
  - Société(s) de production : Disney Channel, Cloudco Entertainment, Kickstart Entertainment, Apt. 11H Productions
- Pays d'origine :  États-Unis,  Canada
- Langue d'origine : Anglais
- Format :
  - Format image : 720p (HDTV)
  - Format audio : 5.1 surround sound
- Genre : Comédie, récit initiatique, fantastique
- Durée : 22-24 minutes
- Date de première diffusion :
  - 15 juin 2023 sur Disney Channel
- Classification : déconseillé aux moins de 7 ans

## Épisodes
| Saison | Saison | Épisodes | États-Unis   | États-Unis   |
| Saison | Saison | Épisodes | Début        | Fin          |
| ------ | ------ | -------- | ------------ | ------------ |
|        | 1      | 20       | 15 juin 2023 | 18 août 2023 |

| №  | Titre français            | Titre original                            | Diffusion originale | Code prod. |
| -- | ------------------------- | ----------------------------------------- | ------------------- | ---------- |
| 1  | Titre en français inconnu | Back to Life                              | 15 juin 2023        | 101        |
| 2  | Titre en français inconnu | My Soul-Called Life                       | 15 juin 2023        | 105        |
| 3  | Titre en français inconnu | Life of the Party                         | 23 juin 2023        | 102        |
| 4  | Titre en français inconnu | A New List on Life                        | 23 juin 2023        | 106        |
| 5  | Titre en français inconnu | Locker Life                               | 30 juin 2023        | 103        |
| 6  | Titre en français inconnu | The Bro Life                              | 30 juin 2023        | 104        |
| 7  | Titre en français inconnu | Lunch Life                                | 7 juillet 2023      | 107        |
| 8  | Titre en français inconnu | The Power of Life                         | 7 juillet 2023      | 108        |
| 9  | Titre en français inconnu | Life As We Knew It                        | 14 juillet 2023     | 109        |
| 10 | Titre en français inconnu | The Girl Most Likely to Come Back to Life | 14 juillet 2023     | 110        |
| 11 | Titre en français inconnu | Streak Life                               | 21 juillet 2023     | 111        |
| 12 | Titre en français inconnu | That Sleepover Life                       | 21 juillet 2023     | 112        |
| 13 | Titre en français inconnu | Birthday Life                             | 28 juillet 2023     | 113        |
| 14 | Titre en français inconnu | A Matter of Life and Debate               | 28 juillet 2023     | 114        |
| 15 | Titre en français inconnu | Best Friends for Life                     | 4 août 2023         | 115        |
| 16 | Titre en français inconnu | The Game of Life                          | 4 août 2023         | 116        |
| 17 | Titre en français inconnu | Life's Rich Gumbo                         | 11 août 2023        | 117        |
| 18 | Titre en français inconnu | Life Under Control                        | 11 août 2023        | 118        |
| 19 | Titre en français inconnu | Life at the End of the Tunnel             | 18 août 2023        | 119        |
| 20 | Titre en français inconnu | Life and Death                            | 18 août 2023        | 120        |

## Audiences
| Saison | Épisodes | Lancement         | Lancement       | Fin de saison     | Fin de saison   |
| Saison | Épisodes | Date de diffusion | Téléspectateurs | Date de diffusion | Téléspectateurs |
| ------ | -------- | ----------------- | --------------- | ----------------- | --------------- |
| 1      | 20       | 15 juin 2023      | 130 000         | 18 août 2023      | NC              |